# Anhyp
Anhyp (Antwerpse Hypotheekkas, AN-HYP) was een Belgische spaarbank met hoofdzetel in Antwerpen.

## Geschiedenis
In 1881 werd de  Antwerpsche Hypotheekkas opgericht. 
In 1932 was er naast de maatschappelijke zetel in Antwerpen ook een zetel in Brussel (Regentlaan 44), een succursaal in Luik en agentschappen over heel het land.
In 1968 ging baron Claude de Villenfagne aan de slag op de studiedienst van de bank. In 1979 werd hij secretaris, in 1984 lid  en in oktober 1990 voorzitter van het directiecomité. In 1995 stapte hij op en kwam Carl Holsters aan het roer. In 1999 werd de bank overgenomen door de fusiegroep AXA Royale Belge.